# ONE-Dyas
ONE-Dyas ist ein niederländischer Energiekonzern, der auf die Exploration und Gewinnung von Erdöl sowie Erdgas in der Nordsee in Bereichen des Vereinigten Königreichs und der Niederlande spezialisiert ist. 

## Geschichte und Struktur
Der Energiekonzern entstand im April 2019 durch den Zusammenschluss von Dyas (Tochtergesellschaft der SHV Holdings) mit Oranje-Nassau Energie (bis 2009 der Beteiligungsgesellschaft Wendel gehörende Tochtergesellschaft der ursprünglich wie SHV auf den Steinkohlenbergbau ausgerichteten Oranje-Nassau Groep, die – gegründet von den Brüdern Honigmann – im Aachener/Limburgischen Revier mehrere Zechen betrieb).
SHV hält 49 % der Anteile, 51 % hält ONH, die Muttergesellschaft von ONE. ONH ist die Holdinggesellschaft von AtlasInvest, der privaten Beteiligungsgesellschaft von Marcel van Poecke, der zugleich den Geschäftsbereich Energie der Carlyle Group (bis 2022 Carlyle International Energy Partners, CIEP) leitet und Verwaltungsratsvorsitzender des Schweizer Energieunternehmens Varo Energy ist.

## Gasförderprojekte in der Nordsee
Seit etwa 2018 beabsichtigt das Unternehmen, in die Erdgasfelder N05-A, N05-A-Nord, N05-A-Südost, Diamant und Tanzaniet-Ost Explorations- bzw. Produktionsbohrungen abzuteufen und Erdgas zu fördern. Die Erdgasfelder N05-A und N05-A Nord sind grenzüberschreitend. Das Erdgasfeld Tanzaniet-Ost befindet sich vollständig auf niederländischem Hoheitsgebiet und die Erdgasfelder N05-A Südost und Diamant liegen vollständig auf deutschem Hoheitsgebiet.
Die dafür bereits Anfang August 2024 errichtete Förderplattform N05-A befindet sich auf niederländischem Hoheitsgebiet, 23 km von der Insel Borkum entfernt. Von dieser Plattform aus sind bis zu neun Richtbohrungen in eine Tiefe von 1,5 bis 3,5 Kilometer mit zusätzlichen horizontalen Ablenkungen auf deutsches Hoheitsgebiet vorgesehen. Der Strom für die Förderplattform soll über ein auf den Hoheitsgebieten Niederlande und Deutschland verlaufendes Seekabel aus dem benachbarten Offshore-Windpark Riffgat erneuerbar erzeugt werden. Um das Gas an Land zu bringen, nutzt ONE-Dyas großteils eine bereits in der Nordsee vorhandene Pipeline von Noordgastransport. Als deren Zubringer soll auf dem Hoheitsgebiet der Niederlande eine 15 Kilometer lange neue Gaspipeline verlegt werden.  
Eigenen Angaben nach hat das Unternehmen bis 2024 bereits 300 Millionen Euro in das Projekt investiert. Das niederländische Ministerie van Economische Zaken genehmigte am 1. Juni 2022 das Vorhaben. Das niedersächsische Landesamt für Bergbau, Energie und Geologie (LBEG) genehmigte 2024 die Gasbohrung. Das Unternehmen schätzt, dass über eine Zeit von mehreren Jahren 4,5 bis 13 Mrd. Nm³ Erdgas gefördert werden könnte, was maximal etwa sieben Prozent des jährlichen deutschen Gasverbrauchs entspricht. Der Präsident des LBEG sagte, dass Erdgas aus heimischen Lagerstätten weniger klimaschädlich sei als importiertes Erdgas.

### Kritik
Bundeswirtschaftsminister Robert Habeck (Bündnis 90/Die Grünen) äußerte sich ablehnend zu dem niederländischen Projekt. Er hielt die Gasförderung für die Sicherung der deutschen Energieversorgung nicht nötig.
Gegen das Vorhaben am Rand des Nationalparks Niedersächsisches Wattenmeer klagen die Inselgemeinde Borkum, die Deutsche Umwelthilfe (DUH) sowie Bürgerinitiativen aus Ostfriesland und den Niederlanden. Ein Eilantrag der DUH auf Baustopp gegen das Seekabel vom Offshore-Windpark Riffgat zur Gasförderplattform war erfolgreich. Das Verwaltungsgericht Oldenburg sah Defizite bei der Anwendung der naturschutzrechtlichen Eingriffsregelung und setzte die wasserrechtliche Seekabel-Genehmigung des Niedersächsischen Landesbetriebs für Wasserwirtschaft, Küsten- und Naturschutz vom 19. Juli 2024 bis zum Hauptverfahren vor dem Verwaltungsgericht außer Vollzug. Auch kam es mehrfach von Umweltschützern zu Protestaktionen und Demonstrationen gegen eine Erdgasförderung, unter anderem durch Greenpeace.